# Геннадий (архиепископ Псковский)
Архиепископ Геннадий (ум. 24 августа 1608) — епископ Русской православной церкви, архиепископ Псковский и Изборский.

## Биография
В 1587—1588 годах — игумен Псковского Святогорского монастыря.
С 1592 года — архимандрит Московского Чудова монастыря.

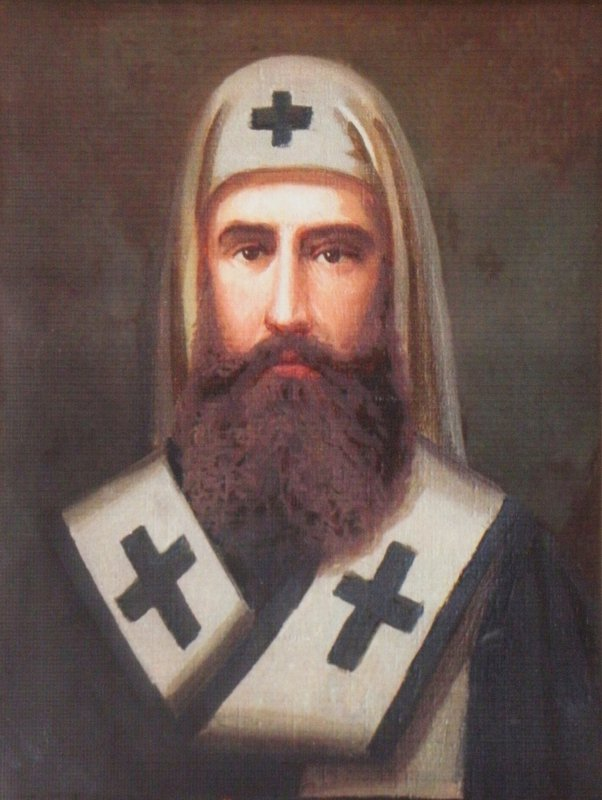
Портрет Геннадия кон. XIX в.

16 февраля 1595 года хиротонисан во епископа Псковского с возведением в сан архиепископа.
В 1590-х годах Псковская кафедра находилась в тяжёлом материальном положении. Сказывались последствия Ливонской войны 1558—1583 годов, в том числе и осада Пскова и Псково-Печерского монастыря в 1581 году.
С первых же дней заботился об ограждении прав своей кафедры от постоянного посягательства светских властей и частных лиц. В 1596 году им была получена от царя Федора Иоанновича «тарханная» грамота, запрещавшая мирянам вмешиваться в святительский суд.
Участвовал в Соборе 1598 года, избравшем на царство Бориса Годунова.
Заботился о благолепии храмов своей епархии. В 1598 году по его инициативе и при финансовой поддержке был покрыт золотом кафедральный собор.
В 1601—1603 годах в Псковской земле был сильный голод, за которым следовали междоусобия, вызванные появлением самозванцев. Главным средством в борьбе с бедствиями архиепископ Геннадий считал молитву. Он старался «усовестить неистовых силою слова Божия».
При нём был исполнен обет, данный псковичами во время осады Пскова Баторием: 21 мая 1601 года совершён крестный ход (по обещанию) из Печерского монастыря во Псков. С тех пор он совершался ежегодно.
По личным качествам архиепископ Геннадий был человек добродушный и снисходительный, но не очень образованный. Несмотря на старость, преосвящ. Геннадий с неутомимостью, «яко исполин», по выражению современника, участвовал в крестных ходах.
Окончание архиерейства Геннадия пришлось на Смутное время. Скончался «от кручины» 24 августа 1608 года. Погребён в Псковском Троицком кафедральном соборе.